# 日本の港湾一覧
日本の港湾一覧（にほんのこうわんいちらん）は、日本の港湾の一覧である。
2023年（令和5年）4月1日現在、日本国内には993の港湾がある。港湾法の定めによる港湾の種別は以下のとおり。
- 国際戦略港湾 - 5港
- 国際拠点港湾 - 18港
- 重要港湾 - 102港
- 地方港湾 - 807港
- 56条港湾 - 61港

## 北海道
国際拠点港湾
- 室蘭港（室蘭市）
- 苫小牧港（苫小牧市・勇払郡厚真町）

重要港湾
- 石狩湾新港（小樽市・石狩市）
- 稚内港（稚内市）
- 函館港（函館市）
- 小樽港（小樽市）
- 釧路港（釧路市）
- 留萌港（留萌市）
- 十勝港（広尾郡広尾町）
- 紋別港（紋別市）
- 網走港（網走市）
- 根室港（根室市）

地方港湾
- 石狩港（石狩市）
- 椴法華港（函館市）
- 森港（茅部郡森町）
- 松前港（松前郡松前町）
- 江差港（檜山郡江差町）
- 瀬棚港（久遠郡せたな町）
- 奥尻港（奥尻郡奥尻町）
- 余市港（余市郡余市町）
- 岩内港（岩内郡岩内町）
- 羽幌港（苫前郡羽幌町）
- 焼尻港（苫前郡羽幌町）
- 天売港（苫前郡羽幌町）
- 増毛港（増毛郡増毛町）
- 天塩港（天塩郡天塩町）
- 宗谷港（稚内市）
- 香深港（礼文郡礼文町）
- 沓形港（利尻郡利尻町）
- 鴛泊港（利尻郡利尻富士町）
- 枝幸港（枝幸郡枝幸町）
- 白老港（白老郡白老町）
- 浦河港（浦河郡浦河町）
- えりも港（幌泉郡えりも町）
- 霧多布港（厚岸郡浜中町）

56条港湾
- 昆布刈石港（十勝郡浦幌町）
- 堀株港（古宇郡泊村）
- 西恵山港（函館市）
- 浜猿払港（宗谷郡猿払村）
- 忠類港（標津郡標津町）
- 崎無異港（標津郡標津町）

## 東北

### 青森県
重要港湾
- 八戸港（八戸市）
- 青森港（青森市）
- むつ小川原港（上北郡六ヶ所村）

地方港湾
- 大湊港（むつ市）
- 川内港（むつ市）
- 大間港（下北郡大間町）
- 尻屋岬港（下北郡東通村）
- 仏ヶ浦港（下北郡佐井村）
- 野辺地港（上北郡野辺地町）
- 小湊港（東津軽郡平内町）
- 子ノ口港（十和田市）
- 休屋港（十和田市）
- 深浦港（西津軽郡深浦町）
- 津軽港（つがる市）

56条港湾
- 関根浜港（むつ市）

### 岩手県
重要港湾
- 久慈港（久慈市）
- 宮古港（宮古市）
- 大船渡港（大船渡市）
- 釜石港（釜石市）

地方港湾
- 八木港（九戸郡洋野町）
- 小本港（下閉伊郡岩泉町）

### 宮城県
国際拠点港湾
- 仙台塩釜港（仙台市・塩竈市・東松島市・石巻市）

地方港湾
- 気仙沼港（気仙沼市）
- 御崎港（気仙沼市）
- 雄勝港（石巻市）
- 荻浜港（石巻市）
- 金華山港（石巻市）
- 表浜港（石巻市）
- 女川港（牡鹿郡女川町）

### 秋田県
重要港湾
- 秋田港（秋田市）
- 船川港（男鹿市）
- 能代港（能代市）

地方港湾
- 本荘港（由利本荘市）
- 戸賀港（男鹿市）

### 山形県
重要港湾
- 酒田港（酒田市）

地方港湾
- 鼠ヶ関港（鶴岡市）
- 加茂港（鶴岡市）

### 福島県
重要港湾
- 小名浜港（いわき市）
- 相馬港（相馬市）

地方港湾
- 江名港（いわき市）
- 久之浜港（いわき市）
- 中之作港（いわき市）
- 翁島港（耶麻郡猪苗代町）
- 湖南港（郡山市）

## 関東

### 茨城県
重要港湾
- 茨城港（日立市・那珂郡東海村・ひたちなか市・東茨城郡大洗町）
- 鹿島港（鹿嶋市・神栖市）

地方港湾
- 潮来港（潮来市）
- 土浦港（土浦市）
- 河原子港（日立市）
- 川尻港（日立市）
- 軽野港（神栖市）

### 千葉県
国際拠点港湾
- 千葉港（千葉市・船橋市・市川市・習志野市・市原市・袖ケ浦市）

重要港湾
- 木更津港（木更津市・君津市・富津市）

地方港湾
- 館山港（館山市）
- 興津港（勝浦市）
- 名洗港（銚子市）
- 上総湊港（富津市）
- 浜金谷港（富津市）

### 東京都
国際戦略港湾
- 東京港（江東区・中央区・港区・大田区）

地方港湾
- 元町港（大島町）
- 岡田港（大島町）
- 波浮港（大島町）
- 利島港（利島村）
- 新島港（新島村）
- 式根島港（新島村）
- 神津島港（神津島村）
- 大久保港（三宅村）
- 三池港（三宅村）
- 御蔵島港（御蔵島村）
- 神湊港（八丈町）
- 八重根港（八丈町）
- 青ヶ島港（青ヶ島村）
- 大千代港（青ヶ島村）
- 二見港（小笠原村）
- 沖港（小笠原村）

### 神奈川県
国際戦略港湾
- 横浜港（横浜市）
- 川崎港（川崎市）

重要港湾
- 横須賀港（横須賀市）

地方港湾
- 大磯港（中郡大磯町）
- 真鶴港（足柄下郡真鶴町）
- 湘南港（藤沢市）
- 葉山港（三浦郡葉山町）

## 中部

### 新潟県
国際拠点港湾
- 新潟港（新潟市・北蒲原郡聖籠町）

重要港湾
- 両津港（佐渡市）
- 直江津港（上越市）
- 小木港（佐渡市）

地方港湾
- 柏崎港（柏崎市）
- 寺泊港（長岡市）
- 岩船港（村上市）
- 二見港（佐渡市）
- 赤泊港（佐渡市）
- 姫川港（糸魚川市）

### 富山県
国際拠点港湾
- 伏木富山港（高岡市・富山市・射水市）

地方港湾
- 魚津港（魚津市）

### 石川県
重要港湾
- 金沢港（金沢市）
- 七尾港（七尾市）

地方港湾
- 穴水港（鳳珠郡穴水町）
- 宇出津港（鳳珠郡能登町）
- 小木港（鳳珠郡能登町）
- 飯田港（珠洲市）
- 輪島港（輪島市）
- 福浦港（羽咋郡志賀町）
- 滝港（羽咋市）
- 塩屋港（加賀市）
- 和倉港（七尾市）
- 半ノ浦港（七尾市）

### 福井県
重要港湾
- 敦賀港（敦賀市）

地方港湾
- 福井港（坂井市・福井市）
- 鷹巣港（福井市）
- 和田港（大飯郡高浜町）
- 内浦港（大飯郡高浜町）

### 静岡県
国際拠点港湾
- 清水港（静岡市）

重要港湾
- 田子の浦港（富士市）
- 御前崎港（御前崎市・牧之原市）

地方港湾
- 熱海港（熱海市）
- 伊東港（伊東市）
- 下田港（下田市）
- 松崎港（賀茂郡松崎町）
- 宇久須港（賀茂郡西伊豆町）
- 手石港（賀茂郡南伊豆町）
- 土肥港（伊豆市）
- 沼津港（沼津市）
- 相良港（牧之原市）
- 榛原港（牧之原市）
- 浜名港（浜松市）
- 大井川港（焼津市）

### 愛知県
国際拠点港湾
- 名古屋港（名古屋市・東海市・知多市・弥富市・海部郡飛島村）

重要港湾
- 衣浦港（半田市・碧南市・刈谷市・西尾市・高浜市・知多郡東浦町・知多郡美浜町・知多郡武豊町）
- 三河港（豊橋市・田原市・蒲郡市・豊川市）

地方港湾
- 常滑港（常滑市）
- 吉田港（西尾市）
- 東幡豆港（西尾市）
- 倉舞港（蒲郡市）
- 河和港（知多郡美浜町）
- 冨具崎港（知多郡美浜町）
- 師崎港（知多郡南知多町）
- 内海港（知多郡南知多町）
- 伊良湖港（田原市）
- 泉港（田原市）
- 馬草港（田原市）
- 福江港（田原市）

## 関西

### 三重県
国際拠点港湾
- 四日市港（四日市市・三重郡川越町）

重要港湾
- 津松阪港（津市・松阪市）
- 尾鷲港（尾鷲市）

地方港湾
- 桑名港（桑名市）
- 白子港（鈴鹿市）
- 千代崎港（鈴鹿市）
- 宇治山田港（伊勢市）
- 鳥羽港（鳥羽市）
- 的矢港（志摩市・鳥羽市）
- 賢島港（志摩市）
- 浜島港（志摩市）
- 五ヶ所港（度会郡南伊勢町）
- 吉津港（度会郡南伊勢町）
- 紀伊長島港（北牟婁郡紀北町）
- 引本港（北牟婁郡紀北町）
- 賀田港（尾鷲市）
- 三木里港（尾鷲市）
- 木本港（熊野市）
- 二木島港（熊野市）
- 鵜殿港（南牟婁郡紀宝町）

### 滋賀県
地方港湾
- 大津港（大津市）
- 彦根港（彦根市）
- 長浜港（長浜市）
- 竹生島港（長浜市）

### 京都府
重要港湾
- 舞鶴港（舞鶴市）

地方港湾
- 久美浜港（京丹後市）
- 宮津港（宮津市）
- 伏見港（京都市）

### 大阪府
国際戦略港湾
- 大阪港（大阪市）

国際拠点港湾
- 堺泉北港（堺市・高石市・泉大津市）

重要港湾
- 阪南港（泉北郡忠岡町・岸和田市・貝塚市）

地方港湾
- 二色港（貝塚市）
- 泉佐野港（泉佐野市）
- 泉州港（泉南郡田尻町・泉佐野市・泉南市）
- 尾崎港（阪南市）
- 淡輪港（泉南郡岬町）
- 深日港（泉南郡岬町）

### 兵庫県
国際戦略港湾
- 神戸港（神戸市）

国際拠点港湾
- 姫路港（姫路市）

重要港湾
- 尼崎西宮芦屋港（尼崎市・西宮市・芦屋市）
- 東播磨港（明石市・加古郡播磨町・加古川市・高砂市）

地方港湾
- 明石港（明石市）
- 江井ヶ島港（明石市）
- 岩屋港（淡路市）
- 郡家港（淡路市）
- 浦港（淡路市）
- 江井港（淡路市）
- 津名港（淡路市）
- 山田港（淡路市）
- 淡路交流の翼港（淡路市）
- 室津港（淡路市）
- 洲本港（洲本市）
- 由良港（洲本市）
- 都志港（洲本市）
- 古茂江港（洲本市）
- 阿万港（南あわじ市）
- 福良港（南あわじ市）
- 湊港（南あわじ市）
- 津井港（南あわじ市）
- 家島港（姫路市）
- 相生港（相生市）
- 赤穂港（赤穂市）
- 古池港（赤穂市）
- 坂越港（赤穂市）
- 津居山港（豊岡市）
- 竹野港（豊岡市）
- 柴山港（美方郡香美町）

### 和歌山県
国際拠点港湾
- 和歌山下津港（和歌山市・海南市・有田市）

重要港湾
- 日高港（御坊市・美浜町）

地方港湾
- 大川港（和歌山市）
- 加太港（和歌山市）
- 湯浅広港（有田郡湯浅町・広川町）
- 由良港（日高郡由良町）
- 文里港（田辺市）
- 日置港（西牟婁郡白浜町）
- 袋港（東牟婁郡串本町）
- 古座港（東牟婁郡串本町）
- 大島港（東牟婁郡串本町）
- 勝浦港（東牟婁郡那智勝浦町）
- 浦神港（東牟婁郡那智勝浦町）
- 宇久井港（東牟婁郡那智勝浦町）
- 新宮港（新宮市）

## 中国

### 鳥取県
重要港湾
- 鳥取港（鳥取市）
- 境港（境港市・島根県松江市）

地方港湾
- 田後港（岩美郡岩美町）
- 米子港（米子市）
- 赤碕港（東伯郡琴浦町）
- 逢坂港（西伯郡大山町）

56条港湾
- 小浜港（鳥取市）
- 石脇港（東伯郡湯梨浜町）
- 豊成港（西伯郡大山町）
- 中浜港（境港市）

### 島根県
重要港湾
- 浜田港（浜田市）
- 三隅港（浜田市）
- 西郷港（隠岐郡隠岐の島町）

地方港湾
- 松江港（松江市）
- 海崎港（松江市）
- 才港（松江市）
- 軽尾港（松江市）
- 諸喰港（松江市）
- 法田港（松江市）
- 七類港（松江市）
- 惣津港（松江市）
- 笹子港（松江市）
- 菅浦港（松江市）
- 千酌港（松江市）
- 笠浦港（松江市）
- 佐波港（松江市）
- 秋鹿北港（松江市）
- 江島港（松江市）
- 遅江港（松江市）
- 波入港（松江市）
- 入江港（松江市）
- 意東港（松江市）
- 揖屋港（松江市）
- 安来港（安来市）
- 伊野灘港（出雲市）
- 河下港（出雲市）
- 黒田港（出雲市）
- 中山港（出雲市）
- 二俣港（出雲市）
- 小田東港（出雲市）
- 田儀港（出雲市）
- 島津屋港（大田市）
- 山谷港（大田市）
- 灘山港（大田市）
- 久手港（大田市）
- 魚津港（大田市）
- 宅野港（大田市）
- 網屋港（大田市）
- 舟津港（大田市）
- 温泉津港（大田市）
- 吉浦港（大田市）
- 江津港（江津市）
- 生湯港（浜田市）
- 吉浦港（浜田市）
- 高島港（益田市）
- 遠田港（益田市）
- 益田港（益田市）
- 持石港（益田市）
- 喜阿弥港（益田市）
- 重栖港（隠岐郡隠岐の島町）
- 代港（隠岐郡隠岐の島町）
- 伊後港（隠岐郡隠岐の島町）
- 西村港（隠岐郡隠岐の島町）
- 飯美港（隠岐郡隠岐の島町）
- 卯敷港（隠岐郡隠岐の島町）
- 釜港（隠岐郡隠岐の島町）
- 汐浜港（隠岐郡隠岐の島町）
- 小津久港（隠岐郡隠岐の島町）
- 大津久港（隠岐郡隠岐の島町）
- 長尾田港（隠岐郡隠岐の島町）
- 別府港（隠岐郡西ノ島町）
- 波止港（隠岐郡西ノ島町）
- 宇賀港（隠岐郡西ノ島町）
- 美田港（隠岐郡西ノ島町）
- 物井港（隠岐郡西ノ島町）
- 倉の谷港（隠岐郡西ノ島町）
- 国賀港（隠岐郡西ノ島町）
- 知々井港（隠岐郡海士町）
- 御波港（隠岐郡海士町）
- 堤港（隠岐郡海士町）
- 保々見港（隠岐郡海士町）
- 須賀港（隠岐郡海士町）
- 日之津港（隠岐郡海士町）
- 諏訪港（隠岐郡海士町）
- 海士港（隠岐郡海士町）
- 来居港（隠岐郡知夫村）
- 古海港（隠岐郡知夫村）
- 竹名港（隠岐郡知夫村）
- 木佐根港（隠岐郡知夫村）
- 姫の浦港（隠岐郡知夫村）

56条港湾
- 論田港（安来市）
- 寺津港（松江市）
- 二子港（松江市）
- 手角港（松江市）
- 長江港（松江市）
- 秋鹿港（松江市）
- 岡本港（松江市）
- 湯町港（松江市）
- 寺津港（松江市）

### 岡山県
国際拠点港湾
- 水島港（倉敷市）

重要港湾
- 岡山港（岡山市）
- 宇野港（玉野市）

地方港湾
- 東備港（備前市）
- 寒河港（備前市）
- 鴻島港（備前市）
- 久々井港（備前市）
- 牛窓港（瀬戸内市）
- 布浜港（瀬戸内市）
- 間口港（瀬戸内市）
- 知尾港（瀬戸内市）
- 玉津港（瀬戸内市）
- 幡港（瀬戸内市）
- 網代港（瀬戸内市）
- 黄島港（瀬戸内市）
- 師楽港（瀬戸内市）
- 犬島港（岡山市）
- 米倉港（岡山市）
- 松尾港（岡山市）
- 山田港（玉野市）
- 江の浜港（玉野市）
- 石島港（玉野市）
- 後閑港（玉野市）
- 大藪港（玉野市）
- 野々浜港（玉野市）
- 渋川港（玉野市）
- 下津井港（倉敷市）
- 児島港（倉敷市）
- 大浜港（倉敷市）
- 松島港（倉敷市）
- 笠岡港（笠岡市）
- 北木島港（笠岡市）
- 豊浦港（笠岡市）
- 丸岩港（笠岡市）
- 小飛島港（笠岡市）
- 大飛島港（笠岡市）
- 大浦港（笠岡市）
- 前浦港（笠岡市）

### 広島県
国際拠点港湾
- 広島港（広島市・廿日市市・安芸郡海田町・安芸郡坂町）

重要港湾
- 福山港（福山市）
- 尾道糸崎港（尾道市・三原市・福山市）
- 呉港（呉市）

地方港湾
- 横田港（福山市）
- 阿伏兎港（福山市）
- 千年港（福山市）
- 中浜港（尾道市）
- 土生港（尾道市）
- 重井港（尾道市）
- 瀬戸田港（尾道市）
- 生口港（尾道市）
- 福田港（尾道市）
- 椋浦港（尾道市）
- 佐木港（三原市）
- 須波港（三原市）
- 忠海港（竹原市）
- 竹原港（竹原市）
- 鮴崎港（豊田郡大崎上島町）
- 木江港（豊田郡大崎上島町）
- 大西港（豊田郡大崎上島町）
- 安芸津港（東広島市）
- 御手洗港（呉市）
- 蒲刈港（呉市）
- 川尻港（呉市）
- 小用港（呉市）
- 釣士田港（呉市）
- 吉悪港（呉市）
- 波多見港（呉市）
- 奥の内港（呉市）
- 袋の内港（呉市）
- 大迫港（呉市）
- 小用港（江田島市）
- 中田港（江田島市）
- 三高港（江田島市）
- 大須港（江田島市）
- 鷲部矢の浦港（江田島市）
- 津久茂港（江田島市）
- 内海港（江田島市）
- 鹿田港（江田島市）
- 大柿港（江田島市）
- 鹿川港（江田島市）
- 厳島港（廿日市市）
- 大竹港（大竹市）

### 山口県
国際拠点港湾
- 下関港（下関市）
- 徳山下松港（周南市・下松市・光市）

重要港湾
- 岩国港（岩国市・玖珂郡和木町）
- 三田尻中関港（防府市）
- 宇部港（宇部市）
- 小野田港（山陽小野田市）

地方港湾
- 由宇港（岩国市）
- 柳井港（柳井市）
- 大畠港（柳井市）
- 久賀港（大島郡周防大島町）
- 安下庄港（大島郡周防大島町）
- 小松港（大島郡周防大島町）
- 伊保田港（大島郡周防大島町）
- 白木港（大島郡周防大島町）
- 沖浦港（大島郡周防大島町）
- 柱島港（大島郡周防大島町）
- 室津港（熊毛郡上関町）
- 平生港（熊毛郡平生町）
- 山口港（山口市）
- 山口東港（山口市）
- 秋穂港（山口市）
- 青江港（山口市）
- 丸尾港（宇部市）
- 厚狭港（山陽小野田市）
- 特牛港（下関市）
- 角島港（長門市）
- 油谷港（長門市）
- 萩港（萩市）
- 櫃島港（萩市）

56条港湾
- 日良居港（大島郡周防大島町）
- 油良港（大島郡周防大島町）
- 笠佐港（大島郡周防大島町）
- 沖浦西港（大島郡周防大島町）
- 埴生港（山陽小野田市）
- 小串港（下関市）
- 仙崎港（長門市）
- 深川港（長門市）
- 飯井港（長門市）
- 尾島港（萩市）
- 羽島港（萩市）
- 相島港（萩市）
- 須佐港（萩市）
- 肥島港（萩市）
- 田部港（阿武郡阿武町）

## 四国

### 徳島県
重要港湾
- 徳島小松島港（徳島市・小松島市）
- 橘港（阿南市）

地方港湾
- 折野港（鳴門市）
- 亀浦港（鳴門市）
- 撫養港（鳴門市）
- 粟津港（鳴門市・板野郡松茂町）
- 今切港（板野郡松茂町）
- 中島港（阿南市）
- 富岡港（阿南市）
- 日和佐港（海部郡美波町）
- 浅川港（海部郡海陽町）
- 那佐港（海部郡海陽町）

### 香川県
重要港湾
- 高松港（高松市）
- 坂出港（坂出市）

地方港湾
- 引田港（東かがわ市）
- 安戸港（東かがわ市）
- 白鳥港（東かがわ市）
- 三本松港（東かがわ市）
- 津田港（さぬき市）
- 猪塚港（さぬき市）
- 志度港（さぬき市）
- 坂手港（小豆郡小豆島町）
- 福田港（小豆郡小豆島町）
- 内海港（小豆郡小豆島町）
- 三都港（小豆郡小豆島町）
- 吉野崎港（小豆郡小豆島町）
- 室生北港（小豆郡小豆島町）
- 池田港（小豆郡小豆島町）
- 大部港（小豆郡土庄町）
- 北浦港（小豆郡土庄町）
- 馬越港（小豆郡土庄町）
- 江島港（小豆郡土庄町）
- 土庄港（小豆郡土庄町）
- 小瀬港（小豆郡土庄町）
- 土庄東港（小豆郡土庄町）
- 小豊島港（小豆郡土庄町）
- 家浦港（小豆郡土庄町）
- 牟礼港（高松市）
- 葛原港（高松市）
- 庵治港（高松市）
- 久通港（高松市）
- 立石港（高松市）
- 石場港（高松市）
- 長崎鼻港（高松市）
- 大島港（高松市）
- 女木港（高松市）
- 男木港（高松市）
- 直島港（香川郡直島町）
- 宮浦港（香川郡直島町）
- 風戸港（香川郡直島町）
- 屏風港（香川郡直島町）
- 木沢港（坂出市）
- 与島港（坂出市）
- 宇多津港（綾歌郡宇多津町）
- 丸亀港（丸亀市）
- 小浦港（丸亀市）
- 里浦港（丸亀市）
- 大浦港（丸亀市）
- 新在家港（丸亀市）
- 本島港（丸亀市）
- 生ノ浜港（丸亀市）
- 尻浜港（丸亀市）
- 手島港（丸亀市）
- 青木港（丸亀市）
- 江の浦港（丸亀市）
- 多度津港（仲多度郡多度津町）
- 見立港（仲多度郡多度津町）
- 高見港（仲多度郡多度津町）
- 佐柳港（仲多度郡多度津町）
- 詫間港（三豊市）
- 仁尾港（三豊市）
- 船越港（三豊市）
- 箱浦港（三豊市）
- 志々島港（三豊市）
- 粟島港（三豊市）
- 粟島西港（三豊市）
- 船隠港（三豊市）
- 室本港（観音寺市）
- 観音寺港（観音寺市）
- 豊浜港（観音寺市）

### 愛媛県
重要港湾
- 松山港（松山市）
- 今治港（今治市）
- 三島川之江港（四国中央市）
- 新居浜港（新居浜市）
- 東予港（西条市・新居浜市）
- 宇和島港（宇和島市）

地方港湾
- 寒川港（四国中央市）
- 宮浦港（今治市）
- 伯方港（今治市）
- 菊間港（今治市）
- 波止浜港（今治市）
- 吉海港（今治市）
- 波方港（今治市）
- 大見港（今治市）
- 上浦港（今治市）
- 岡村港（今治市）
- 大下港（今治市）
- 田ノ浦港（今治市）
- 早川港（今治市）
- 四坂港（今治市）
- 森上港（今治市）
- 前浜港（今治市）
- 古江港（今治市）
- 枝越港（今治市）
- 熊口港（今治市）
- 有津港（今治市）
- 北浦港（今治市）
- 弓削港（越智郡上島町）
- 小漕港（越智郡上島町）
- 西部港（越智郡上島町）
- 長江港（越智郡上島町）
- 生名港（越智郡上島町）
- 立石港（越智郡上島町）
- 北条港（松山市）
- 中島港（松山市）
- 堀江港（松山市）
- 西中港（松山市）
- 松前港（伊予郡松前町）
- 伊予港（伊予市）
- 長浜港（大洲市）
- 八幡浜港（八幡浜市）
- 川之石港（八幡浜市）
- 三崎港（西宇和郡伊方町）
- 伊方港（西宇和郡伊方町）
- 三机港（西宇和郡伊方町）
- 三瓶港（西予市）
- 吉田港（宇和島市）
- 玉津港（宇和島市）
- 岩松港（宇和島市）
- 御荘港（南宇和郡愛南町）

56条港湾
- 桜井河口港（今治市）

### 高知県
重要港湾
- 高知港（高知市）
- 須崎港（須崎市）
- 宿毛湾港（宿毛市）

地方港湾
- 甲浦港（安芸郡東洋町）
- 佐喜浜港（室戸市）
- 室津港（室戸市）
- 奈半利港（安芸郡奈半利町）
- 手結港（香南市）
- 久礼港（高岡郡中土佐町）
- 上ノ加江港（高岡郡中土佐町）
- 佐賀港（幡多郡黒潮町）
- 上川口港（幡多郡黒潮町）
- 下田港（四万十市）
- 下ノ加江港（土佐清水市）
- 以布利港（土佐清水市）
- 清水港（土佐清水市）
- 三崎港（土佐清水市）
- 下川口港（土佐清水市）
- あしずり港（土佐清水市）

## 九州・沖縄

### 福岡県
国際拠点港湾
- 博多港（福岡市）
- 北九州港（北九州市）

重要港湾
- 苅田港（京都郡苅田町）
- 三池港（大牟田市）

地方港湾
- 宇島港（豊前市）
- 芦屋港（遠賀郡芦屋町）
- 大島港（宗像市）
- 若津港（大川市）
- 大牟田港（大牟田市）

### 佐賀県
重要港湾
- 唐津港（唐津市）
- 伊万里港（伊万里市）

地方港湾
- 諸富港（佐賀市）
- 住ノ江港（杵島郡白石町・小城市）
- 鹿島港（鹿島市）
- 大浦港（藤津郡太良町）
- 呼子港（唐津市）
- 星賀港（唐津市）
- 仮屋港（唐津市・東松浦郡玄海町）

### 長崎県
重要港湾
- 長崎港（長崎市）
- 佐世保港（佐世保市）
- 厳原港（対馬市）
- 郷ノ浦港（壱岐市）
- 福江港（五島市）

地方港湾
- 茂木港（長崎市）
- 脇岬港（長崎市）
- 太田尾港（長崎市）
- 宮浦港（長崎市）
- 古里港（長崎市）
- 小口港（長崎市）
- 高島港（長崎市）
- 伊王島港（長崎市）
- 池島港（長崎市）
- 神ノ浦港（長崎市）
- 早岐港（佐世保市）
- 臼ノ浦港（佐世保市）
- 江迎港（佐世保市）
- 相の浦港（佐世保市）
- 大島港（佐世保市）
- 神崎港（佐世保市）
- 下田港（佐世保市）
- 島原港（島原市）
- 久山港（諫早市）
- 小長井港（諫早市）
- 田結港（諫早市）
- 城ノ下港（諫早市）
- 大村港（大村市）
- 平戸港（平戸市）
- 田平港（平戸市）
- 川内港（平戸市）
- 古江港（平戸市）
- 松浦港（松浦市）
- 調川港（松浦市）
- 床浪港（松浦市）
- 福島港（松浦市）
- 比田勝港（対馬市）
- 小茂田港（対馬市）
- 峰港（対馬市）
- 佐須奈港（対馬市）
- 仁田港（対馬市）
- 鹿見港（対馬市）
- 仁位港（対馬市）
- 竹敷港（対馬市）
- 曽ノ浦港（対馬市）
- 勝本港（壱岐市）
- 印通寺港（壱岐市）
- 森ノ浜港（壱岐市）
- 富江港（五島市）
- 玉ノ浦港（五島市）
- 岐宿港（五島市）
- 椛島港（五島市）
- 芦ノ浦港（五島市）
- 浜窄港（五島市）
- 瀬戸港（西海市）
- 肥前大島港（西海市）
- 崎戸港（西海市）
- 松島港（西海市）
- 太田和港（西海市）
- 瀬川港（西海市）
- 大瀬戸柳港（西海市）
- 七ツ釜港（西海市）
- 面高港（西海市）
- 小浜港（雲仙市）
- 多比良港（雲仙市）
- 西郷港（雲仙市）
- 神代港（雲仙市）
- 須川港（南島原市）
- 口ノ津港（南島原市）
- 堂崎港（南島原市）
- 長与港（西彼杵郡長与町）
- 時津港（西彼杵郡時津町）
- 彼杵港（東彼杵郡東彼杵町）
- 川棚港（東彼杵郡川棚町）
- 佐々港（北松浦郡佐々町）
- 榎津港（南松浦郡新上五島町）
- 有川港（南松浦郡新上五島町）
- 青方港（南松浦郡新上五島町）
- 若松港（南松浦郡新上五島町）
- 郷ノ首港（南松浦郡新上五島町）
- 曽根港（南松浦郡新上五島町）
- 小瀬良港（南松浦郡新上五島町）

56条港湾
- 東望港（長崎市）
- 三浦船津港（大村市）
- 獅子吼港（平戸市）
- 紐差港（平戸市）
- 大川原港（平戸市）
- 大塔港（平戸市）
- 久吹港（平戸市）
- 鯨ヶ浦港（平戸市）
- 岳崎港（松浦市）
- 三代港（松浦市）
- 三里港（松浦市）
- 原港（松浦市）
- 大川港（五島市）
- 淵ノ元港（五島市）
- 浜脇港（五島市）
- 折紙港（五島市）
- 毛吹港（五島市）
- カヅメ港（五島市）
- 小迎港（西海市）
- 阿房下港（西海市）
- 石田港（南島原市）
- 中の浦港（南松浦郡新上五島町）

### 熊本県
重要港湾
- 熊本港（熊本市）
- 三角港（宇城市・上天草市）
- 八代港（八代市）

地方港湾
- 荒尾港（荒尾市）
- 長洲港（玉名郡長洲町）
- 呑崎港（玉名市）
- 百貫港（熊本市）
- 河内港（熊本市）
- 姫戸港（上天草市）
- 合津港（上天草市）
- 上天草港（上天草市）
- 水俣港（水俣市）
- 本渡港（天草市）
- 大門港（天草市）
- 大浦港（天草市）
- 鬼池港（天草市）
- 高浜港（天草市）
- 牛深港（天草市）
- 天草港（天草市）
- 富岡港（天草郡苓北町）
- 上津深江港（天草郡苓北町）
- 都呂々港（天草郡苓北町）
- 日奈久港（八代市）
- 鏡港（八代市）
- 佐敷港（葦北郡芦北町）
- 田浦港（葦北郡芦北町）

### 大分県
重要港湾
- 大分港（大分市）
- 津久見港（津久見市）
- 別府港（別府市）
- 佐伯港（佐伯市）
- 中津港（中津市）

地方港湾
- 高田港（豊後高田市・宇佐市）
- 堅来港（豊後高田市）
- 臼野港（豊後高田市）
- 羽根港（豊後高田市）
- 国東港（国東市）
- 姫島港（東国東郡姫島村）
- 守江港（杵築市）
- 日出港（速見郡日出町）
- 佐賀関港（大分市）
- 臼杵港（臼杵市）
- 下ノ江港（臼杵市）
- 浦代港（佐伯市）
- 丸市尾港（佐伯市）

56条港湾
- 真玉港（豊後高田市）
- 小高島港（国東市）

### 宮崎県
重要港湾
- 宮崎港（宮崎市）
- 細島港（日向市）
- 油津港（日南市）

地方港湾
- 古江港（延岡市）
- 熊野江港（延岡市）
- 延岡港（延岡市）
- 延岡新港（延岡市）
- 平岩港（日向市）
- 美々津港（日向市）
- 内海港（宮崎市）
- 大島港（日南市）
- 外浦港（日南市）
- 大納港（串間市）
- 黒井港（串間市）
- 福島港（串間市）

56条港湾
- 高鍋港（児湯郡高鍋町）

### 鹿児島県
重要港湾
- 鹿児島港（鹿児島市）
- 名瀬港（奄美市）
- 西之表港（西之表市）
- 志布志港（志布志市）
- 川内港（薩摩川内市）

地方港湾
- 米之津港（出水市）
- 瀬戸港（出水郡長島町）
- 宮之浦港（出水郡長島町）
- 片側港（出水郡長島町）
- 指江港（出水郡長島町）
- 獅子島港（出水郡長島町）
- 長島港（出水郡長島町）
- 黒之浜港（阿久根市）
- 高之口港（阿久根市）
- 大漉港（阿久根市）
- 小漉港（阿久根市）
- 八郷港（阿久根市）
- 西方港（薩摩川内市）
- 里港（薩摩川内市）
- 長浜港（薩摩川内市）
- 桑之浦港（薩摩川内市）
- 江石港（薩摩川内市）
- 串木野新港（いちき串木野市）
- 新川港（南さつま市）
- 小浦港（南さつま市）
- 平崎港（南さつま市）
- 松ヶ浦港（南九州市）
- 西塩屋港（南九州市）
- 聖ヶ浦港（南九州市）
- 東塩屋港（南九州市）
- 指宿港（指宿市）
- 宮ヶ浜港（指宿市）
- 魚見港（指宿市）
- 瀬崎港（指宿市）
- 桜島港（鹿児島市）
- 喜入港（鹿児島市）
- 桜島港（鹿児島市）
- 加治木港（姶良市）
- 隼人港（霧島市）
- 福山港（霧島市）
- 垂水港（垂水市）
- 浮津港（垂水市）
- 二川港（垂水市）
- 鹿屋港（鹿屋市）
- 高須港（鹿屋市）
- 大根占港（肝属郡錦江町）
- 根占港（肝属郡南大隅町）
- 大泊港（肝属郡南大隅町）
- 浜尻港（肝属郡南大隅町）
- 内之浦辺塚港（肝属郡肝付町）
- 大浦港（肝属郡肝付町）
- 岸良港（肝属郡肝付町）
- 波見港（肝属郡東串良町・肝付町）
- 硫黄島港（鹿児島郡三島村）
- 竹島港（鹿児島郡三島村）
- 片泊港（鹿児島郡三島村）
- 大里港（鹿児島郡三島村）
- 田之脇港（西之表市）
- 大久保港（西之表市）
- 大崎港（西之表市）
- 伊関港（西之表市）
- 浅川港（西之表市）
- 王籠港（西之表市）
- 馬毛島岬港（西之表市）
- 椎ノ木港（西之表市）
- 立山港（西之表市）
- 上ノ古田港（西之表市）
- 浜津脇港（熊毛郡中種子町）
- 屋久津港（熊毛郡中種子町）
- 増田港（熊毛郡中種子町）
- 牧川港（熊毛郡中種子町）
- 大塩屋港（熊毛郡中種子町）
- 島間港（熊毛郡南種子町）
- 広田港（熊毛郡南種子町）
- 田尻港（熊毛郡南種子町）
- 門倉港（熊毛郡南種子町）
- 宮之浦港（熊毛郡屋久島町）
- 上屋久元浦港（熊毛郡屋久島町）
- 安房港（熊毛郡屋久島町）
- 栗生港（熊毛郡屋久島町）
- 楠川港（熊毛郡屋久島町）
- 椨川港（熊毛郡屋久島町）
- 湯向港（熊毛郡屋久島町）
- 岩屋泊港（熊毛郡屋久島町）
- 上屋久永田港（熊毛郡屋久島町）
- 屋之間港（熊毛郡屋久島町）
- 小島港（熊毛郡屋久島町）
- 湯泊港（熊毛郡屋久島町）
- 中間港（熊毛郡屋久島町）
- 鯛ノ川港（熊毛郡屋久島町）
- 中之島港（鹿児島郡十島村）
- 前之浜港（鹿児島郡十島村）
- 元浦港（鹿児島郡十島村）
- やすら浜港（鹿児島郡十島村）
- 南之浜港（鹿児島郡十島村）
- 切石港（鹿児島郡十島村）
- 宝島港（鹿児島郡十島村）
- 小宝島港（鹿児島郡十島村）
- 東之浜港（鹿児島郡十島村）
- 七ツ山港（鹿児島郡十島村）
- 湾港（大島郡喜界町）
- 喜界島港（大島郡喜界町）
- 知名瀬港（奄美市）
- 山間港（奄美市）
- 赤木名港（奄美市）
- 大笠利港（奄美市）
- 屋仁港（奄美市）
- 和野港（奄美市）
- 戸口港（大島郡龍郷町）
- 竜郷港（大島郡龍郷町）
- 円港（大島郡龍郷町）
- 芦徳港（大島郡龍郷町）
- 大和港（大島郡大和村）
- 湯湾港（大島郡宇検村）
- 名柄港（大島郡宇検村）
- 古仁屋港（大島郡瀬戸内町）
- 与路港（大島郡瀬戸内町）
- 加計呂麻港（大島郡瀬戸内町）
- 篠川港（大島郡瀬戸内町）
- 請島港（大島郡瀬戸内町）
- 管鈍港（大島郡瀬戸内町）
- 亀徳港（大島郡徳之島町）
- 母間港（大島郡徳之島町）
- 平土野港（大島郡天城町）
- 鹿浦港（大島郡伊仙町）
- 面縄港（大島郡伊仙町）
- 和泊港（大島郡和泊町）
- 伊延港（大島郡和泊町）
- 住吉港（大島郡知名町）
- 与論港（大島郡与論町）
- 百合ヶ浜港（大島郡与論町）

### 沖縄県
重要港湾
- 那覇港（那覇市）
- 平良港（宮古島市）
- 石垣港（石垣市）
- 運天港（国頭郡今帰仁村）
- 金武湾港（うるま市・国頭郡金武町）
- 中城湾港（うるま市・沖縄市・中頭郡北中城村・中頭郡中城村・中頭郡西原町・島尻郡与那原町・南城市）

地方港湾
- 奥港（国頭郡国頭村）
- 塩屋港（国頭郡大宜味村）
- 古宇利港（国頭郡今帰仁村）
- 水納港（国頭郡本部町）
- 本部港（国頭郡本部町）
- 伊江港（国頭郡伊江村）
- 前泊港（島尻郡伊平屋村）
- 野甫港（島尻郡伊平屋村）
- 仲田港（島尻郡伊是名村]
- 内花港（島尻郡伊是名村）
- 宜野湾港（宜野湾市）
- 徳仁港（南城市）
- 兼城港（糸満市）
- 粟国港（島尻郡粟国村）
- 渡嘉敷港（島尻郡渡嘉敷村）
- 座間味港（島尻郡座間味村）
- 安護の浦港（島尻郡座間味村）
- 慶留間港（島尻郡座間味村）
- 北大東港（島尻郡北大東村）
- 南大東港（島尻郡南大東村）
- 来間港（宮古島市）
- 前浜港（宮古島市）
- 長山港（宮古島市）
- 多良間港（宮古郡多良間村）
- 水納港（宮古郡多良間村）
- 白浜港（八重山郡竹富町）
- 祖納港（八重山郡竹富町）
- 上地港（八重山郡竹富町）
- 竹富東港（八重山郡竹富町）
- 小浜港（八重山郡竹富町）
- 鳩間港（八重山郡竹富町）
- 船浦港（八重山郡竹富町）
- 仲間港（八重山郡竹富町）
- 船浮港（八重山郡竹富町）
- 黒島港（八重山郡竹富町）
- 祖納港（八重山郡与那国町）